# Bundesverband Audiovisuelle Medien

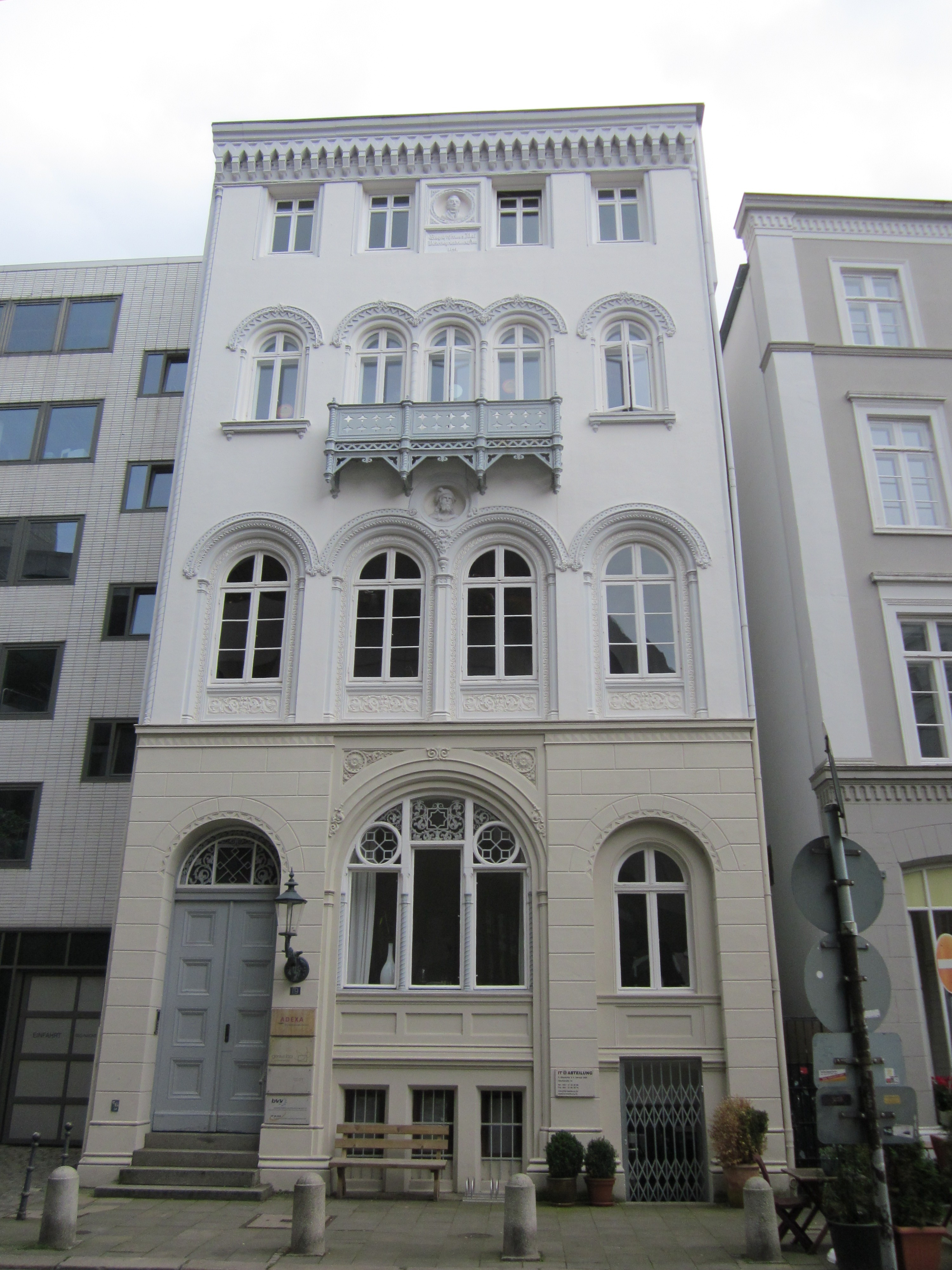
Sitz des BVV, Hamburg, Deichstraße 19

Der Bundesverband Audiovisuelle Medien e. V. (BVV) vertritt die Interessen deutscher Video-Programmanbieter. Er wurde 1982 gegründet; sein Sitz ist in Hamburg. Wie er auf seiner Internetseite angibt, gehören zu seinen Mitgliedern die Tochterunternehmen von Hollywood-Studios, unabhängige Videoanbieter und als fördernde Mitglieder DVD-Studios und Kopierwerke.
Auf der Homepage sind jeweils aktuelle Marktdaten zum Video- und DVD-Markt ausgewiesen.